# Utetheisa semara
Utetheisa semara är en fjärilsart som beskrevs av Moore 1859. Utetheisa semara ingår i släktet Utetheisa och familjen björnspinnare. Inga underarter finns listade i Catalogue of Life.